# Hirundo rustica

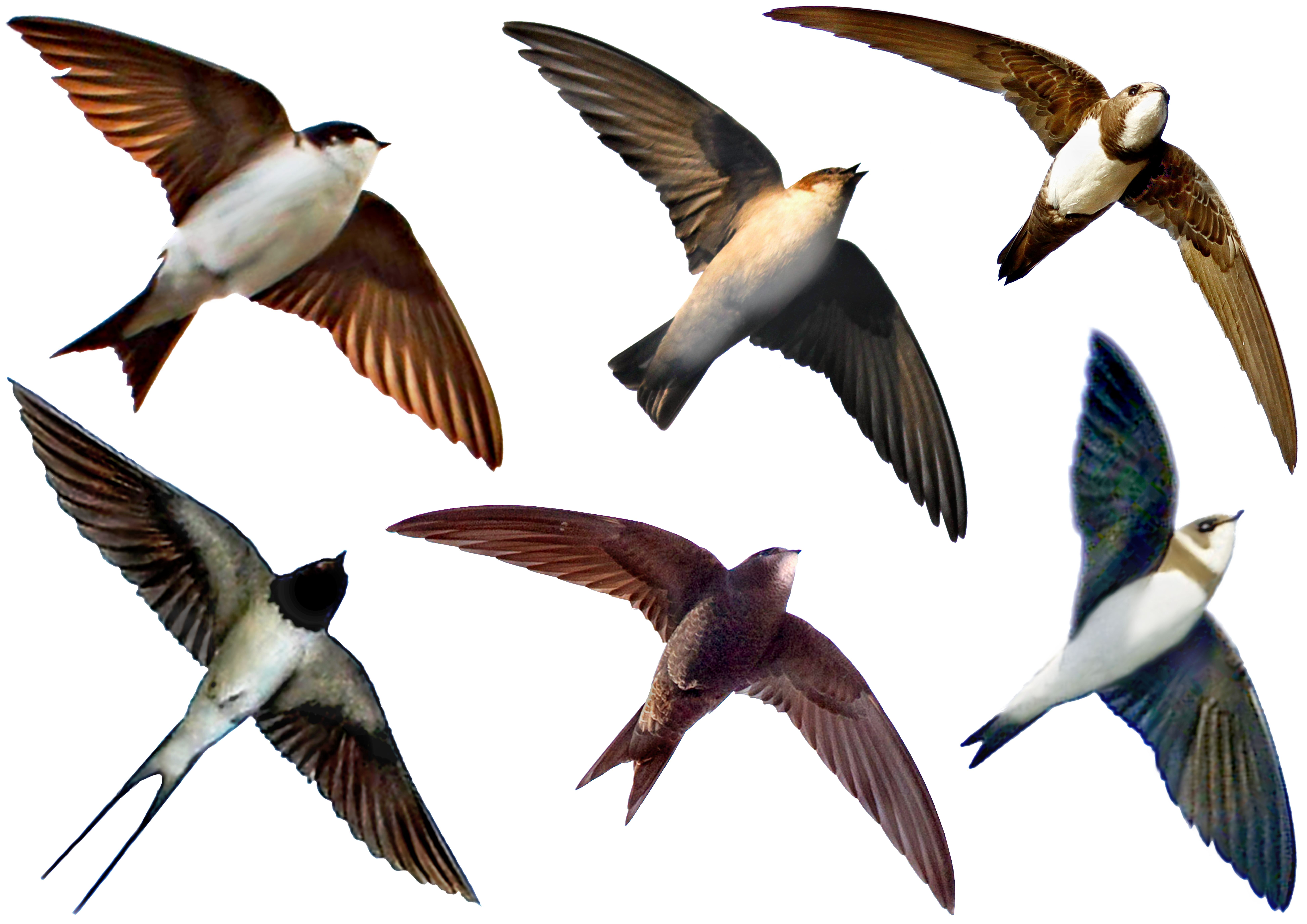
Rondine e simil rondini a confronto: 1) Delichon urbicum - BALESTRUCCIO, 2) Ptyonoprogne rupestris - RONDINE MONTANA, 3) Tachymarptis melba - RONDONE MAGGIORE, 4) Hirundo rustica - RONDINE, 5) Apus apus - RONDONE, 6) Riparia riparia - TOPINO

La rondine comune (Hirundo rustica Linnaeus, 1758) è un piccolo uccello migratore dell'ordine dei passeriformi presente in Europa, in Asia, in Africa e nelle Americhe.
È spesso chiamata solamente con il nome di rondine, che indica più ampiamente tutta la famiglia Hirundinidae.

## Etimologia
Il termine latino Hirundo significa "rondine", mentre rusticus significa "della campagna".

## Descrizione
La rondine comune è un uccello piccolo e agile, lungo circa 18-19,5 cm con ali di 12–13 cm. Ha una coda lunga e biforcuta, ali curve e aguzze e un piccolo becco diritto di color grigio scuro.
La sottospecie europea (Hirundo rustica rustica) è di colore blu scuro (quasi nero) sul dorso, grigiastro sul ventre ed ha gola e fronte rosse, separate dal ventre da una fascia blu.
La rondine comune non presenta dimorfismo sessuale, è quindi quasi impossibile riconoscere i sessi dalla sola osservazione esterna.

## Distribuzione e habitat
È diffusa in tutto il mondo: nidifica nell'emisfero settentrionale, da Canada e Scandinavia a Messico, Magreb, e Cina, e sverna nell'emisfero meridionale, da Messico, Africa centrale e India fino a Terra del Fuoco, Sudafrica e Australia.
La popolazione globale di rondini comuni è stimata in almeno 200 milioni di individui, anche se è in declino, probabilmente a causa del concorso di diversi fattori: la sempre maggior diffusione dell'agricoltura intensiva e dell'uso di insetticidi che riduce il numero di insetti, e quindi anche il numero di rondini; la riduzione degli habitat e la distruzione dei nidi, nonostante in Italia siano protetti dalla legge, o dall'impossibilità di costruirne di nuovi; inoltre nelle aree di svernamento la rondine è attivamente cacciata dalle popolazioni locali.
Nel periodo di nidificazione, il suo habitat sono le zone agricole; durante il periodo di svernamento si riunisce in dormitori nei canneti.
All'inizio della brutta stagione (settembre o inizio di ottobre) la rondine europea migra verso il sud Africa volando in grandi stormi e percorrendo fino a 11.000 km per svernare e ritornare con l'arrivo della primavera. La strada che percorrono per raggiungere il sud Africa è differenziata, la maggior parte dal Nord Europa arrivano nella Francia occidentale, passano i Pirenei e si dirigono verso la Spagna orientale, poi oltrepassano il Mediterraneo attraverso lo stretto di Gibilterra e dal Marocco proseguono attraverso il deserto del Sahara l'Algeria, il Niger, il Ciad fino ad arrivare nella Repubblica Democratica del Congo a novembre/dicembre dove svernano. Altri stormi, comprese quelle che provengono dall'Italia, attraversando il Mediterraneo preferiscono proseguire passando attraverso la valle del Nilo, evitando in parte le zone desertiche.
Il loro volo migratorio avviene sempre di giorno, nutrendosi in volo e volando quasi a livello del terreno.

## Biologia
La rondine è un uccello migratore: da aprile a ottobre nidifica nell'emisfero settentrionale, poi si sposta nell'emisfero meridionale per svernare. In Italia, solitamente arriva intorno al 21 marzo e vi resta fino ai primi di ottobre.

### Alimentazione
La rondine comune è un uccello insettivoro, come le altre rondini e i rondoni. Si nutre normalmente di mosche, zanzare, libellule e di altri insetti volanti. Anche per la sua utilità per l'uomo di mangiatrice di zanzare durante l'estate, il suo declino sta preoccupando.

### Riproduzione
Prima della diffusione di costruzioni umane, le rondini comuni nidificavano sulle scogliere o nelle caverne; oggi nidifica soprattutto sotto sporgenze in costruzioni umane, quali tetti di case, fienili, stalle: in luoghi - quindi - dove sia più agevole reperire insetti. Anche se la presenza della rondine non è più comune come accadeva fino a qualche decennio fa, il suo nido può essere ancora individuato con relativa facilità dalla quota del mare fino ad aree montane medio-alte.

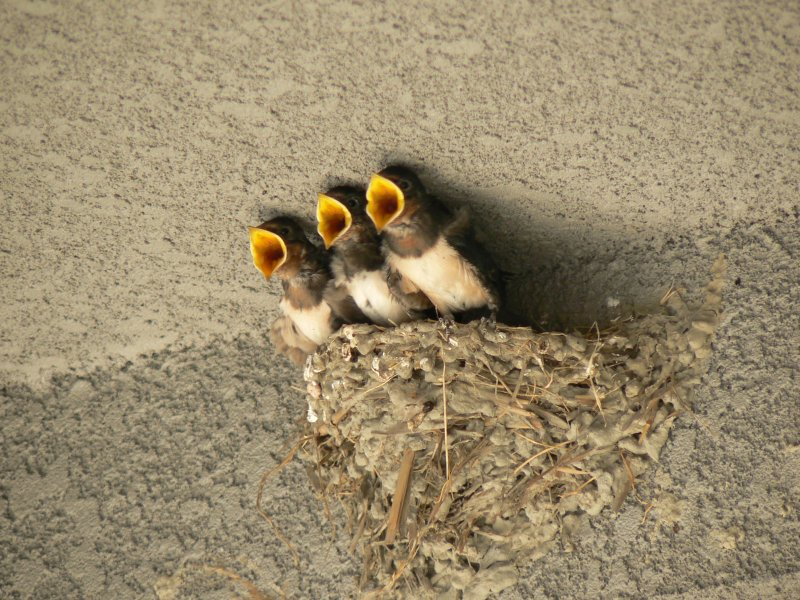
Nido di rondine con tre pulcini

Il nido, a forma di coppa aperta, è fatto di fango e materiale vegetale, che l'adulto trasporta nel becco. La parte interna del nido è foderata di erba, piume ed altri materiali morbidi.
Normalmente la rondine nidifica 2 volte all'anno, raramente 3, ogni volta deponendo 4 o 5 uova, che vengono covate soprattutto dalla femmina per 13-20 giorni. Entrambi i genitori costruiscono il nido e nutrono i loro piccoli. Dopo circa 20 giorni i piccoli raggiungono le stesse dimensioni degli adulti e sono pronti per lasciare il nido.

## Tassonomia
La rondine comune è stata descritta da Linneo nel suo Systema Naturae nel 1758 come H. rectricibus, exceptis duabus intermediis, macula alba notatîs. Questa specie è l'unica del suo genere a popolare anche le Americhe, mentre la maggior parte delle specie Hirundo sono native dell'Africa.
Ci sono poche conflittualità tassonomiche all'interno del genere, ma la specie dell'Africa occidentale Hirundo lucida è formalmente considerata come una sottospecie di Hirundo rustica. La Hirundo lucida è leggermente più piccola rispetto alle Hirundo migratorie, ha una striscia blu scura sul petto e l'adulto ha la coda più corta.

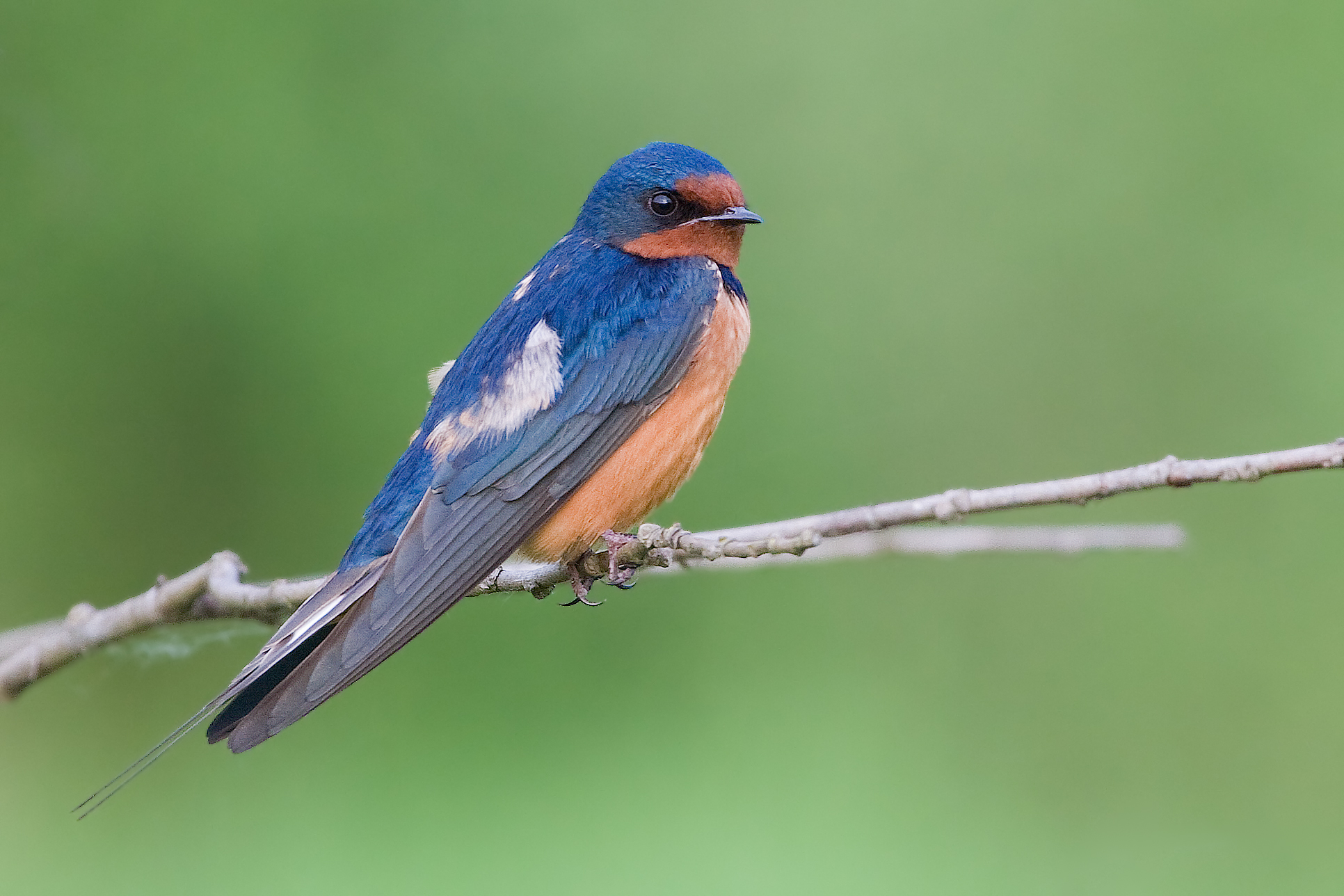
Hirundo rustica erythrogaster, Stati Uniti.

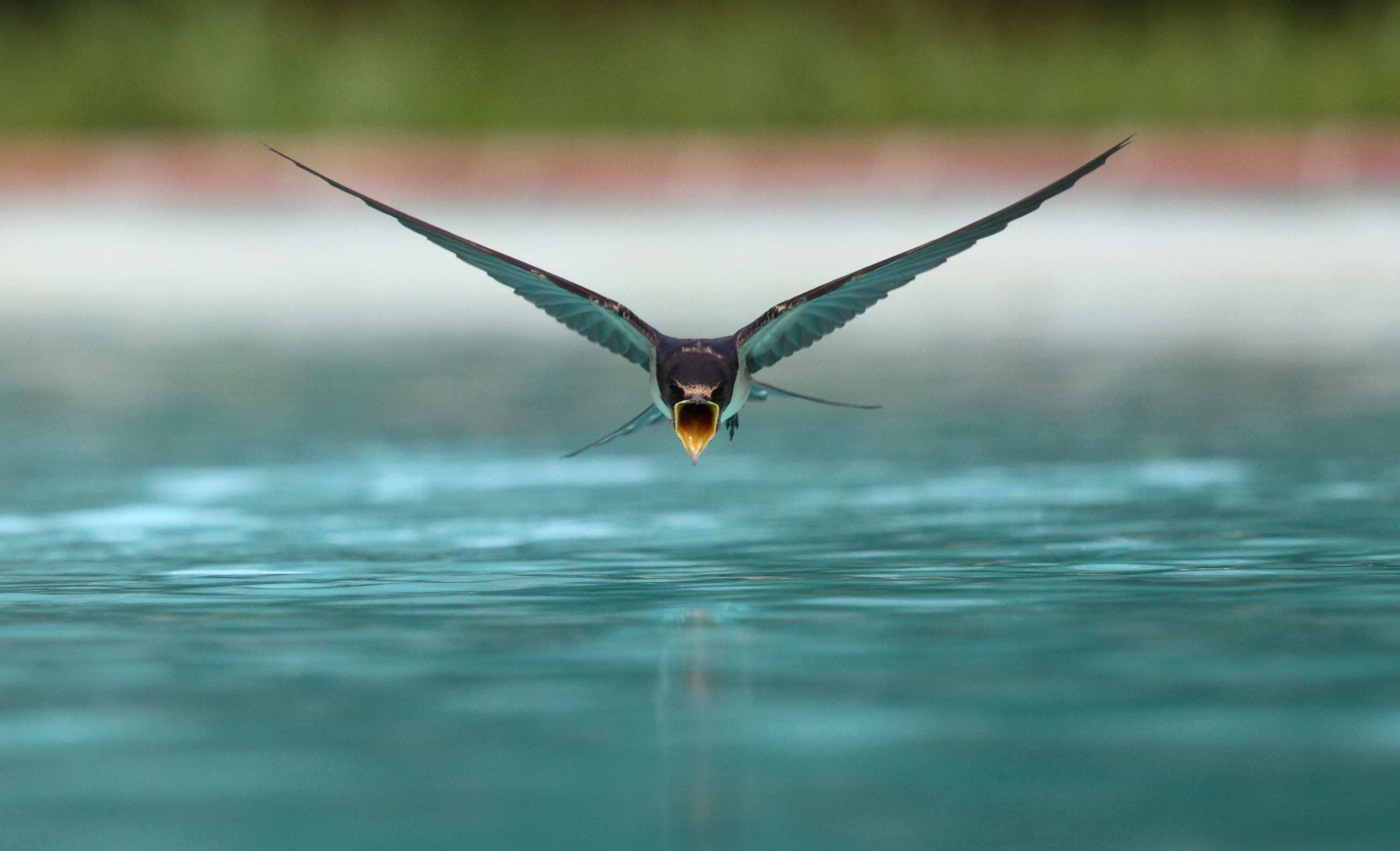
Una rondine comune beve mentre vola sopra una piscina

### Sottospecie
In genere, si riconoscono sei sottospecie di Hirundo rustica. Con le osservazioni in Asia orientale, furono proposte una serie di sottospecie aggiuntive o alternative, tra cui una saturata da Robert Ridgway nel 1883, una kamtschatica da Benedykt Dybowski nel 1883, una ambigua da Erwin Stresemann, e una mandschurica da Wilhelm Meise nel 1934. Date le incertezze sulla validità di queste aggiunte, questo articolo segue le osservazioni di Turner e Rose.
- Hirundo rustica rustica, la specie riconosciuta comunemente come europea, vive in Europa e Asia, e a nord fino al Circolo polare artico, a sud verso il Nord Africa, Medio Oriente e Sikkim, e ad est fino al fiume Yenisei. Migra attraverso un ampio fronte fino in Africa, Arabia, e nel subcontinente indiano.[10]
- Hirundo rustica transitiva, descritta da Ernst Hartert nel 1910.[7] Si riproduce in Medio Oriente, dalla Turchia meridionale fino a Israele ed è parzialmente residente, anche se alcuni esemplari in inverno si spostano in Africa orientale. Ha le parti inferiori di un colore rosso arancio.[10]
- Hirundo rustica savignii, sottospecie egiziana, è stata descritta da James Stephens nel 1817 e prende il nome dallo zoologo francese Marie Jules César Savigny.[11] Assomiglia alla transitiva, dato che ha le parti inferiori del colore rosso-arancione, ma la savignii ha una ampia striscia sul petto e un colore di un rosso più profondo per le parti inferiori.
- Hirundo rustica gutturalis, descritta da Giovanni Antonio Scopoli nel 1786,[7] ha le parti inferiori biancastre e una fascia pettorale interrotta. Si trovano principalmente in Giappone e in Corea.
- Hirundo rustica tytleri, descritte da Thomas Jerdon nel 1864, prendono il nome dal soldato britannico, naturalista e fotografo Robert Christopher Tytler.[7] Ha le parti inferiori di un forte colore rosso-arancione. La coda è relativamente più lunga. Si riproduce nella Siberia centrale, in Mongolia settentrionale, nel Bengala orientale, in Thailandia e in Malaysia.[10]
- Hirundo rustica erythrogaster, sottospecie nordamericana descritta da Pieter Boddaert nel 1783,[7] differisce dalla sottospecie europea perché il colore delle parti inferiori è più rosso e per la fascia pettorale blu. Si riproduce in tutto il Nord America, dall'Alaska al Messico meridionale, e migra verso le Piccole Antille, Costa Rica, Panama e Sud America in inverno.[12]

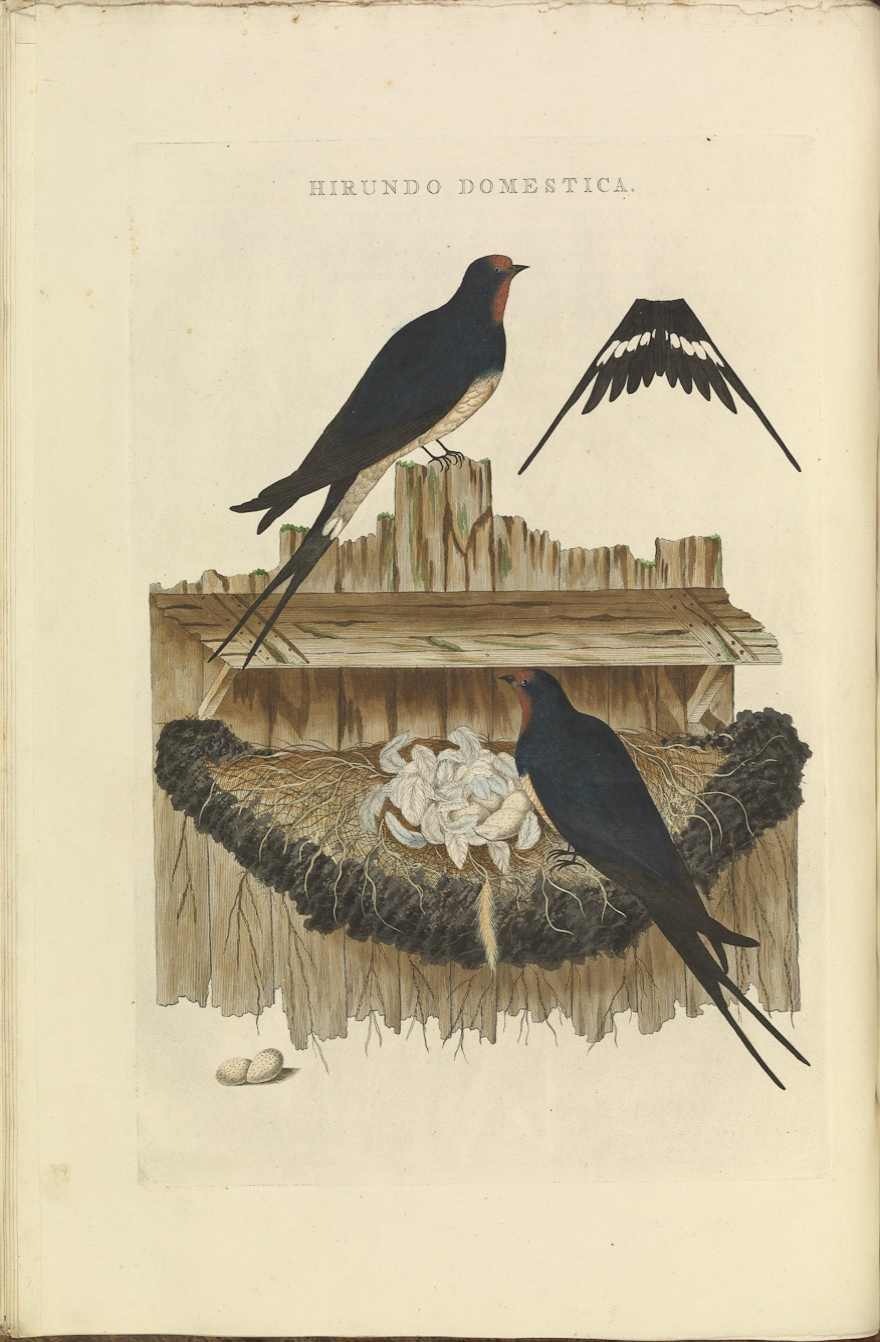
Rondine comune in Nederlandsche Vogelen (Uccelli dei Paesi Bassi, Vol. 1 (1770))

## Come simbolo
La rondine comune è divenuta il simbolo dell'Estonia il 23 giugno 1960; per gli estoni la rondine rappresenta il cielo blu,  che a sua volta simboleggia la libertà e la felicità eterna. Secondo le credenze estoni, se qualcuno uccide una rondine diventa cieco.